# Esteban Echeverría (poeta)
José Esteban Andres Echeverría Espinosa, più semplicemente noto come Esteban Echeverría (Buenos Aires, 2 settembre 1805 – Montevideo, 19 gennaio 1851), è stato un poeta, scrittore e attivista argentino.
È considerato uno dei più grandi poeti del suo paese, nonché uno dei massimi esponenti del Romanticismo nel continente latinoamericano.

## Vita
Nato nel primo decennio del XIX secolo a Buenos Aires, al tempo facente parte del Vicereame del Rio della Plata, Echeverría soggiornò dal 1825 al 1830 a Parigi, dove ebbe modo di assorbire lo spirito romantico che all'epoca andava per la maggiore nella capitale francese (ed in generale andava diffondendosi in tutta Europa).
Una volta tornato in Argentina, pubblicò in forma anonima nel 1832 Elvira o la novia del plata, raccolta di poesie considerata una delle prime opere romantiche in lingua spagnola. Diede in seguito alle stampe Los consuelos (1834) e Las rimas (1837).
Nel 1840 fu uno dei principali esponenti della Asociación de Mayo, un gruppo clandestino di intellettuali e scrittori argentini collegati al movimento indipendentista noto come generazione del '37.
Morì nel 1851. Una sua tomba sarebbe stata individuata presso il cimitero del Buceo, nella capitale uruguayana.

## Opere
- Elvira o la novia del Plata (1832)
- Don Juan (1833)
- Carlos
- Mangora
- La Pola o el amor y el patriotismo
- Himno del dolor (1834)
- Los consuelos (1834)
- Al corazón (1835)
- Rimas (1837)
- La cautiva
- El matadero (1838-1840)
- Canciones
- Peregrinaje de Gualpo
- El Dogma Socialista
- Cartas a un amigo
- El ángel caído
- Ilusiones
- La guitarra
- Avellaneda
- Mefistófeles
- Apología del matambre (1837)
- La noche
- La diamela